# Sânnicolau Mare
Sânnicolau Mare (em húngaro Nagyszentmiklós) é uma cidade da Romênia com 13007 habitantes, localizada no județ (distrito) de Timiș.